# Ярошевский, Станислав Львович
Ярошевский Станислав Львович (1931 — 1 июля 2020) — украинский инженер-металлург, профессор кафедры рудотермических процессов и малоотходных технологий Донецкого национального технического университета, преподаватель высшей школы, доктор технических наук, профессор, академик Академии инженерных наук Украины.
Научное направление — использование дополнительных видов топлива и комбинированного дутья в доменной плавке. Автор проданной лицензии (Австрия): «Технология вдувания каменноугольного топлива в доменной печи».

## Награды
- Лауреат Государственной премии СССР.
- Государственная премия Украины в области науки и техники 2012 года — за работу «Ресурсосберегающие технологии металлургического производства на основе использования украинского угля» (в составе коллектива)[3]

## Ссылка
- Ярошевский Станислав Львович